# Diego Sersale
Diego Sersale (falecido no dia 14 de julho de 1665) foi um prelado católico romano que serviu como Arcebispo de Bari (-Canosa) (1638–1665).

## Biography
No dia 20 de dezembro de 1638, Diego Sersale foi nomeado durante o papado de Urbano VIII como Arcebispo de Bari (-Canosa). A 21 de dezembro de 1638, foi consagrado bispo por Alessandro Cesarini, cardeal-diácono de Sant'Eustachio, com Tommaso Carafa, bispo emérito de Vulturara e Montecorvino, e Giovanni Battista Altieri, bispo emérito de Camerino, servindo como co-consagradores. Serviu como Arcebispo de Bari (-Canosa) até à sua morte a 14 de julho de 1665.

## Sucessão episcopal
Enquanto bispo, foi o principal co-consagrador de:
- Andrea Borgia, Bispo de Segni (1643);
- Alfonso Maurelli, Arcebispo de Cosenza (1643);
- Antonio Marullo, Arcebispo de Manfredonia (1643);
- Alessandro Pallavicini, bispo de Borgo San Donnino (1660); e
- Francisco Antonio Díaz de Cabrera, Bispo de Salamanca (1660).